# Episodi di Cannon (terza stagione)
La terza stagione della serie televisiva Cannon è stata trasmessa in anteprima negli Stati Uniti d'America dalla CBS tra il 12 settembre 1973 e il 20 marzo 1974.
| nº | Titolo originale         | Titolo italiano | Prima TV USA      | Prima TV Italia |
| -- | ------------------------ | --------------- | ----------------- | --------------- |
| 1  | He Who Digs a Grave      |                 | 12 settembre 1973 |                 |
| 2  | Memo from a Dead Man     |                 | 19 settembre 1973 |                 |
| 3  | Hounds of Hell           |                 | 26 settembre 1973 |                 |
| 4  | Target in the Mirror     |                 | 3 ottobre 1973    |                 |
| 5  | Murder by Proxy          |                 | 10 ottobre 1973   |                 |
| 6  | Night Flight to Murder   |                 | 17 ottobre 1973   |                 |
| 7  | Come Watch Me Die        |                 | 24 ottobre 1973   |                 |
| 8  | Perfect Alibi            |                 | 31 ottobre 1973   |                 |
| 9  | Dead Lady's Tears        |                 | 7 novembre 1973   |                 |
| 10 | The Limping Man          |                 | 14 novembre 1973  |                 |
| 11 | Trial by Terror          |                 | 21 novembre 1973  |                 |
| 12 | Murder by the Numbers    |                 | 28 novembre 1973  |                 |
| 13 | Valley of the Damned     |                 | 5 dicembre 1973   |                 |
| 14 | A Well Remembered Terror |                 | 12 dicembre 1973  |                 |
| 15 | Arena of Fear            |                 | 19 dicembre 1973  |                 |
| 16 | Photo Finish             |                 | 2 gennaio 1974    |                 |
| 17 | Duel in the Desert       |                 | 16 gennaio 1974   |                 |
| 18 | Where's Jennifer?        |                 | 6 febbraio 1974   |                 |
| 19 | Blood Money              |                 | 6 febbraio 1974   |                 |
| 20 | Death of a Hunter        |                 | 13 febbraio 1974  |                 |
| 21 | The Cure That Kills      |                 | 20 febbraio 1974  |                 |
| 22 | Bobby Loved Me           |                 | 27 febbraio 1974  |                 |
| 23 | Triangle of Terror       |                 | 13 marzo 1974     |                 |
| 24 | The Stalker              |                 | 20 marzo 1974     |                 |